# هيو هارا
هيو هارا (بالإنجليزية: Hugh Harra)‏ هو لاعب كرة قدم ومدرب كرة قدم بريطاني في مركز الوسط، ولد في 29 مارس 1936. لعب مع نادي دمبرتون ونادي فالكيرك.